# The Final Countdown (Album)
The Final Countdown (engl. für: ‚Der letzte Countdown‘) ist das 1986 veröffentlichte dritte Studioalbum der schwedischen Hard-Rock-Formation Europe. Der bereits im Februar zuvor ausgekoppelte Titeltrack des Albums erreichte in 26 Ländern den ersten Platz der Hitparaden, wodurch die Band weltweit bekannt wurde.
Im Jahr 2001 wurde das Album neu aufgelegt und enthält zusätzlich drei Live-Versionen der Nummern The Final Countdown, Danger On the Track und Carrie.
Ein weiteres in dieser Zeit aufgenommenes Stück, On Broken Wings, wurde später auf die B-Seite der Single von The Final Countdown gepresst.
Bis auf das Stück Carrie wurde die ganze Platte als Filmmusik in Hot Rod – Mit Vollgas durch die Hölle (2007) verwendet. Des Weiteren war The Final Countdown in Manta – Der Film (1991) zu hören. The Final Countdown wurde 1994 in den USA mit Dreifach-Platin ausgezeichnet.

## Titelliste
1. The Final Countdown (Joey Tempest) – 5:11
2. Rock the Night (Joey Tempest) – 4:03
3. Carrie (Joey Tempest, Mic Michaeli) – 4:30
4. Danger on the Track (Joey Tempest) – 3:45
5. Ninja (Joey Tempest) – 3:46
6. Cherokee (Joey Tempest) – 4:13
7. Time Has Come (Joey Tempest) – 4:01
8. Heart of Stone (Joey Tempest) – 3:46
9. On the Loose (Joey Tempest) – 3:08
10. Love Chaser (Joey Tempest) – 3:27

## Singleauskopplungen
- The Final Countdown
- Rock the Night
- Carrie
- Cherokee
- Love Chaser (nur für den japanischen Markt)

## Kommerzieller Erfolg

### Chartplatzierungen
| ChartsChartplatzierungen       | Höchstplatzierung | Wochen |
| ------------------------------ | ----------------- | ------ |
| Deutschland (GfK)              | 6 (39 Wo.)        | 39     |
| Österreich (Ö3)                | 5 (36 Wo.)        | 36     |
| Schweden (GLF)                 | 1 (18 Wo.)        | 18     |
| Schweiz (IFPI)                 | 1 (37 Wo.)        | 37     |
| Vereinigte Staaten (Billboard) | 8 (78 Wo.)        | 78     |
| Vereinigtes Königreich (OCC)   | 9 (37 Wo.)        | 37     |

| ChartsJahrescharts (1986) | Platzierung |
| ------------------------- | ----------- |
| Deutschland (GfK)         | 46          |
| Schweiz (IFPI)            | 16          |

### Auszeichnungen für Musikverkäufe
| Land/Region                  | Auszeichnungen für Musikverkäufe (Land/Region, Auszeichnung, Verkäufe) | Verkäufe  |
| ---------------------------- | ---------------------------------------------------------------------- | --------- |
| Deutschland (BVMI)           | Gold                                                                   | 250.000   |
| Finnland (IFPI)              | Platin                                                                 | 71.707    |
| Frankreich (SNEP)            | 2× Gold                                                                | 200.000   |
| Griechenland (IFPI)          | Gold                                                                   | 50.000    |
| Kanada (MC)                  | 2× Platin                                                              | 200.000   |
| Neuseeland (RMNZ)            | 20× Platin                                                             |           |
| Niederlande (NVPI)           | Gold                                                                   | 50.000    |
| Norwegen (IFPI)              | Platin                                                                 | 100.000   |
| Portugal (AFP)               | Gold                                                                   | 20.000    |
| Schweiz (IFPI)               | Platin                                                                 | 50.000    |
| Spanien (Promusicae)         | 4× Platin                                                              | 400.000   |
| Vereinigte Staaten (RIAA)    | 3× Platin                                                              | 3.000.000 |
| Vereinigtes Königreich (BPI) | Gold                                                                   | 100.000   |
| Insgesamt                    | 7× Gold · 13× Platin ·                                                 | 4.511.707 |